# Phelister gibbulus
Phelister gibbulus är en skalbaggsart som beskrevs av Schmidt 1889. Phelister gibbulus ingår i släktet Phelister och familjen stumpbaggar. Inga underarter finns listade i Catalogue of Life.